# Joseph Rubinstein
Joseph Rubinstein (* 8. Februar 1847 in Starokonstantinow, Russisches Reich, heute Ukraine; † 22. August 1884 in Tribschen bei Luzern, Schweiz) war ein russisch-jüdischer Pianist sowie Anhänger und Mitarbeiter Richard Wagners.

## Ein Leben für Wagner
Joseph Rubinstein wurde als Kind einer wohlhabenden jüdischen Familie im ukrainischen Teil des russischen Zarenreichs geboren. In seiner Heimatstadt erhielt er den ersten Klavierunterricht von dem deutschsprachigen Pianisten Josef Schadek. Seit seinem elften Lebensjahr lebte Rubinstein in Wien, wo er Schüler von Josef Dachs am Konservatorium der Gesellschaft der Musikfreunde in Wien wurde. 1865 trat er als Klaviervirtuose in Wien und in seiner Heimat auf. Im Herbst 1869 wurde er von der Großfürstin Helene von Russland als Kammerpianist nach Salzburg berufen, wo sie zu dieser Zeit residierte. Während einer Konzertreise nach Sankt Petersburg lernte er durch den Musikkritiker und Komponisten Alexander Serow erstmals die Werke Richard Wagners kennen. Für Rubinstein kam dies einem Erweckungserlebnis gleich, über das er später schrieb:
„Das Resultat dieses sich Versenkens in eine neue Welt war eine förmliche Bekehrung zu den Prinzipien des Meisters von Bayreuth, zugleich aber auch eine unbezwingliche Sehnsucht, dem Manne, dessen Werke mich in eine so hohe Begeisterung versetzt, auch persönlich nahe treten zu dürfen und ihm, so wie seiner so schwer angefeindeten Sache so viel als mir möglich zu nützen“.
Am 7. März 1872 erhielt Wagner in Tribschen schließlich einen Brief Rubinsteins, der mit einer Beichte begann:
„Ich bin Jude – Hiermit ist für Sie alles gesagt. Alle jene Eigenschaften, die an dem Juden der Gegenwart bemerklich sind, besaß ich auch: In gänzlicher Muthlosigkeit und fast beschämender Schwäche schleppte ich mich durch das Leben. Da geschah es, dass ich durch die Umstände auf Ihre Werke aufmerksam gemacht wurde. Durch Serow in Petersburg ward ich zum Studium derselben angespornt. (...) Doch die Zeit, die die glücklichste meines Lebens war, die Zeit des Studiums in jenen Werken ist nun vorbei.
Mir bleibt nur noch der Tod! − Schon habe ich versucht, ihn mir zu geben: aber noch beschloß ich Ihnen zu schreiben. Sie könnten mir vielleicht helfen. Ich meine selbstverständlich keine Hilf aus bloßem Mitleiden. (...) Nein! Aber könnte ich Ihnen nicht bei der Aufführung der Nibelungen nützlich sein? Ich glaube, ich verstehe dieses Werk, wenn auch noch nicht vollkommen. − Von Ihnen erwarte ich Hilfe und Hilfe, die dringend ist. Meine Eltern sind reich. Die Mittel, um zu Ihnen zu fahren, würde ich sogleich haben. Ich erwarte eine Antwort so bald als möglich.“
Wagner antwortete Rubinstein in freundlichem Ton und lud ihn nach Tribschen ein. Cosima berichtete darüber Friedrich Nietzsche: „einen seltsamen Brief von einem, der Erlösung durch die Teilnehmung an Bayreuth sucht, sollten Sie hier einmal sehen“. Noch vor dem Eintreffen Rubinsteins in Tribschen erhielt Wagner einen Brief von dessen Arzt Maximilian Leidesdorf, Chefarzt der Irrenabteilung im Allgemeinen Krankenhaus der Stadt Wien:
„Sie werden wohl entschuldigen, wenn ich dem Besuch, welchen Herr Joseph Rubinstein bei Ihnen machen wird, einige Zeilen voranschicke, damit Sie diesem jungen Künstler wirklich und wahrhaft nützen können, was bei Ihrer hochherzigen Gesinnung gewiß Ihr Wunsch ist. Der junge Mann hat für Sie nicht nur die natürliche Verehrung und Begeisterung, welche Ihr schöpferischer Genius bei wahren Künstlernaturen erzeugen muß, er hat auch in Sie das unbedingteste Vertrauen. Eine kaum überstandene und noch nachklingende psychische Erkrankung erheischt aber noch große Vorsicht und Schonung – und nach meinem Darfürhalten muß der junge Künstler noch durch 8–12 Wochen von jeder Aufregung geschützt werden und sich einer Badekur in größter Ruhe (geistiger und körperlicher) unterziehen. In diesem Sinne bitte ich auf ihn gütigst wirken zu wollen.“
Rubinstein traf am 21. April 1872 in Tribschen ein, doch bereits am nächsten Tag verließ Wagner die Schweiz und übersiedelte nach Bayreuth. Im Juli 1872 erschien Rubinstein dann in Bayreuth und wurde zum ständigen Begleiter und Mitarbeiter Wagners. Er wurde mit der Kopie der „Götterdämmerung“ beauftragt. Weihnachten 1874 verbrachte er in der Villa Wahnfried und durfte mit Cosima den Weihnachtsbaum schmücken, danach trat er eine Konzertreise an. Im Sommer 1875 kam Rubinstein erneut nach Bayreuth, um als Solokorrepetitor bei den Vorproben für den „Ring“ mitzuwirken. Einen Monat vor der Eröffnung der Bayreuther Festspiele reiste er jedoch nach einem Streit mit Wagner während der Probe ab. Bei Cosima hieß es dazu lapidar: „Die Klavierproben endigten mit vollständiger Entlassung von Herrn Rubinstein, welcher die traurigsten Eigenschaften seines Stammes hier wiederum bewährt.“ Ein Zeuge der Begebenheit war der junge Dirigent Felix Mottl: „11. Juli: Nach einer der letzten Klavierproben will Wagner Anton [sic] Rubinstein für seine geleistete Arbeit danken. Er fängt sehr freundlich an und sagt dann ungefähr: Wenn wir uns seither nicht viel menschlich näher kamen, so liegt das nicht an mir, sondern an Ihnen. Sie sind eben von einer fremden, uns nicht näher stehenden Rasse. (Judentum.) Wird zum Schluss ganz leidenschaftlich, so dass der geplante Dank in eine böse Verstimmung ausartet. (...) 14. Juli: Wagner sagt, Rubinstein ist verschwunden, scheint erschossen oder vergiftet.“
Im Mai 1878 kehrte Rubinstein abermals nach Bayreuth zurück, nachdem er sich zuvor bei Wagner für sein „Benehmen“ entschuldigt hatte. Seit November 1878 arbeitete Rubinstein erneut für Wagner bei der Vorbereitung der Parsifal-Premiere, wurde sein Hauspianist und blieb ständig an seiner Seite. Im August 1879 erschien in Wagners Zeitschrift Bayreuther Blätter ein Artikel von Rubinstein Über die Schumann’sche Musik, in welchem er Schumanns Beliebtheit bedauerte und seinen Einfluss für „schädigend und verbildend auf Geschmack und Gefühl“ erklärte. Cosima Wagner vermerkte in ihrem Tagebuch: „Herr Rubinstein bringt seinen Aufsatz über Schumann, welchen R[ichard] vortrefflich findet und den er gleich zum Druck schickt.“
1880 fuhr Rubinstein nach Berlin, um Konzerte zugunsten der Festspiele zu geben. Er spielte an sechs Abenden jeweils das gesamte „Wohltemperierte Klavier“ von Johann Sebastian Bach und überwies sein Honorar an den Festspiel-Fonds. 1882 folgte er Wagner nach Italien, lebte zusammen mit Cosima und den Kindern in Venedig und spielte regelmäßig zur Unterhaltung der Familie und der Gäste Klavier, meist Teile aus den Opern Wagners. Am 22. Oktober 1882 verließ Rubinstein völlig überraschend Venedig und fuhr zu seinen Eltern nach Charkow. Als er dort im Februar 1883 vom Tod Wagners erfuhr, schickte er Wagners Witwe Cosima ein Beileidstelegramm.
Im Frühjahr 1883 ging Rubinstein wieder auf Konzertreise, mit Bearbeitungen und Fantasien nach Richard Wagner. Im August 1884 fuhr er nach Tribschen und erschoss sich im Alter von 36 Jahren am Vierwaldstättersee. Sein Leichnam wurde auf Betreiben Cosima Wagners nach Bayreuth überführt und auf dem Israelitischen Friedhof beigesetzt. Sein Vater ließ auf seinem Grab einen schwarzen Obelisken aufstellen.